# Фьокла Беззубова
Фьокла Игнатиевна Беззубова (на руски: Фёкла Беззубова) е ерзянска разказвачка и писателка във фолклорния жанр.

## Биография и творчество
Родена е на 27 септември 1880 г. в село Од Мурза (сега Нови Турдаки), Мордовия, Руска империя. Израства в голямо селско семейство от 11 души, което живее бедно и често гладува. Тя не получава училищно образование, тъй като от детството си помага на родителите си в къщата и на полето. Любовта си към песните получава от баба си Евдокия Зверкова.
През 1901 г. се жени за Иля Константинович Беззубов от съседното село Семилей. През 1902 г. се ражда първият им син Григорий, който умира само след 6 седмици. През 1905 г. се ражда вторият син –Георгий, а през 1914 г. третият син Василий.
По време на Първата световна война съпругът ѝ е мобилизиран, а тя отглежда децата и работи за железопътна компания. След демобилизацията му през 1918 г. заедно със съпруга и децата си отиват в Сибир да търсят по-добър живот, но не намират работа и се връщат в Семилей.
През 1923 г. се ражда дъщеря ѝ Любов. През 1930 г. започва работа в колхоза „Надежда Крупская“.
Поетичният талант на Фьокла Беззубова е забелязан и оценен от участниците във фолклорната експедиция в село Семилей на Научноизследователския институт на мордовската култура през 1936 г. Членовете на експедицията записват много фолклорни произведения от нея, включително собствените ѝ разкази. Така започва публикуването на нейни творби във вестници и списания. През 1938 г. става член на Съюза на писателите на СССР.
През 1939 г. Фьокла Беззубова се премества в Саранск. През същата година е публикуван сборникът ѝ „Народной морот“ (Народни песни) с нейни произведения.
С указ на Президиума на Върховния съвет на СССР през 1939 г. е наградена с орден „Червено знаме на труда“ и е призната за народен поет-разказвач. През 1940 г., във връзка с 60-годишнината от рождението ѝ, е удостоена с високото звание „народен певец на Мордовската АССР“.
По време на Великата отечествена война пише патриотични разкази, частушки и песни. Участва в представления пред бойци на фронта като член на творческа бригада. В периода 1943 – 1944 г. участва в 197 спектакъла. За тази дейност през 1947 г. получава медала „За доблестен труд по време на Великата отечествена война 1941 – 1945“.
През 1947 г. е депутат във Върховния съвет на Мордовската АСР от Рибинския избирателен окръг.
Публикувани са общо 10 сборника с нейни произведения на руски и мордовски език, като последният ѝ сборник „Сказт ды морот“ е издаден през 1958 г.
Фьокла Беззубова умира в Саранск на 12 май 1966 г.

## Произведения
- Народной морот (1939)
- Покш праздник: морот (1941)
- А мадиця теште (1941) – поема
- Авань вал (1944)
- Большой праздник (1945)
- Откстомтозь мастор (1947)
- Од пингень морот (1950)
- Морот ды сказт (1952)
- Песни и сказы (1955)
- Сказт ды морот (1958)